# Sosígenes (militar)
Sosígenes (en llatí Sosigenes, en grec antic Σωσιγένης) fou un militar fenici que va viure al segle IV aC.
Va dirigir la flota fenícia reunida per Èumenes de Càrdia, un dels diàdocs, per fer front als seus rivals l'any 318 aC. Aquesta flota va arribar a Rhosus on es va aturar degut a vents contraris i justament en aquell moment va arribar la flota d'Antígon el Borni, que acabava de triomfar a l'Hel·lespont, amb garlandes i altres decoracions triomfals. La flota fenícia es va declarar a favor Antígon i Sosígenes, que era a terra, no ho va poder impedir, segons diu l'historiador Poliè.
Probablement és el mateix personatge que apareix després al costat de Demetri Poliorcetes i encara era al seu costat a la seva darrera derrota el 286 aC enfront de Seleuc I Nicàtor. Sosígenes disposava de 400 peces d'or que va oferir a Demetri i amb les que aquest va tractar d'arribar a la costa però va ser interceptat per forces selèucides i es va haver de rendir, segons diu Plutarc.